# Juris Bērziņš
Juris Bērziņš, oroszul: Юрис Берзиньш (Riga, 1954. március 8. –) olimpiai ezüstérmes szovjet-lett evezős.

## Pályafutása
Az 1980-as moszkvai olimpián ezüstérmet szerzett kormányos négyesben, Dimants Krišjānis-szal, Dzintars Krišjānis-szal, Artūrs Garonskis-szel és Žoržs Tikmers-szel.

## Sikerei, díjai
- Olimpiai játékok – kormányos négyes
  - ezüstérmes: 1980, Moszkva